# Stopnja grafa
Stopnja (tudi valenca grafa) (oznaka {\displaystyle \deg(v)\,}) točke je v teoriji grafov število povezav, ki so vezane na točko. Pri tem se zanke štejejo dvakrat. Stopnjo točke se označuje z {\displaystyle \deg(\nu )\,}. Največja stopnja točke grafa {\displaystyle G} je označena z {\displaystyle \Delta (G)}. Najmanjša stopnja točke grafa je označena z  {\displaystyle \delta (G)}. 

## Lema o rokovanju
Lema o rokovanju pravi, da je za graf {\displaystyle G(V,E)\,} dvojno število povezav enako vsoti vseh stopenj točk v grafu. To se zapiše kot:
{\displaystyle \sum _{v\in V}\deg(v)=2|E|\!\,,}
kjer je:
- {\displaystyle \deg(v)\,} stopnja točke {\displaystyle v\,}
- {\displaystyle |E|\,} število povezav v grafu.

## Neusmerjeni grafi
V neusmerjenih grafih je stopnja {\displaystyle \deg \,} v grafih brez večkratnih povezav enaka številu sosedov točk, v grafih, ki vsebujejo večkratne povezave, pa je v vsaki točki enaka vsoti števila večkratnih povezav, ki so povezane s točko (so incidentne s točko). 

## Usmerjeni grafi
V usmerjenem grafu ima vsaka povezava začetek in konec. Zaradi tega se lahko za vsako točko določi vhodno stopnjo (oznaka {\displaystyle \deg ^{-}(x)\,}) in izhodno stopnjo (oznaka {\displaystyle \deg ^{+}(x)\,}). Če se obravnava graf z večkratnimi povezavami, je:
- vhodna stopnja {\displaystyle \deg ^{-}(x)\,} v grafih brez večkratnih povezav enaka številu sosednjih vozlišč.
- v grafih z večkratnimi povezavami v vsaki točki vhodna stopnja enaka vsoti števila vseh vstopajočih povezav.
- izhodna stopnja v grafih brez večkratnih povezav enaka številu sosednjih točk.
- izhodna stopnja v grafih z večkratnimi povezavami v vsaki točki enaka vsoti števila vseh izstopajočih povezav.

## Posebni primeri
- Točka, ki ima stopnjo enako 0, se imenuje izolirana točka.
- Točka, ki ima stopnjo 1, se imenuje list.

## Nekatere značilnosti
- Če ima vsaka točka grafa enako stopnjo, je graf k-regularen. V tem primeru ima graf stopnjo k.
- Usmerjeni graf je psevdogozd, če in samo če ima vsaka točka izhodno stopnjo največ 1. Funkcionalno je graf posebni primer psevdogozda, če ima vsaka točka izhodno stopnjo 1.
- Neusmerjeni povezani graf ima Eulerjevo pot, če in samo, če ima 0 ali 2 točki s liho stopnjo. Kadar nima vozlišč z liho stopnjo je Eulerjeva pot Eulerjev krog.
- Po Brooksovem izreku je v vsakem povezanem neusmerjenem grafu z največjo stopnjo {\displaystyle \Delta } kromatično število grafa največ enako {\displaystyle \Delta }, razen, če je graf klika ali sodi cikel, v tem primeru pa je kromatično število enako {\displaystyle \Delta +1\ }.
- Po Vizingovem izreku ima vsak graf kromatično število enako {\displaystyle \Delta +1}.
- k-izrojen je graf v katerem ima vsak podgraf točko s stopnjo največ {\displaystyle k\,}.